# Северин Шехович
Северин Шехович (1829–1872) — галицький український журналіст і письменник, у 1840-х[джерело?] роках член москвофільського літературно-громадського гуртка, так званої «погодинської колонії».
Видавець і редактор перших жіночих журналів «Лада» (1853) і «Русалка» (1866—1870); редактор і співробітник численних газет: «Зоря Галицкая» (1854), «Семейної Бібліотеки» (1855—1856), «Письма до громади» (1863), «Школа» (1865), «Господарі» (1869), «Правотарь» (1868—1869), «Читанки» (1879, 1886) та інших.
Автор віршів, повістей:
- «Павлина Петровна» (1855).
- «Попадянка й попаде-графянка» (1862; про події 1848).

Друкував твори язичієм і народною мовою.